# Enrico Capris
Enrico Capris (La Spezia, 6 agosto 1893 – Genova, 5 marzo 1952) è stato un calciatore italiano, di ruolo terzino.

## Carriera
Con l'Andrea Doria, squadra in cui milita già nel 1914 e di cui in seguito diventa il capitano, disputa complessivamente 64 partite in massima serie segnando 2 gol nelle stagioni 1922-1923, 1923-1924, 1924-1925 e 1925-1926.
Nel secondo dopoguerra è tra i soci fondatori della Sampdoria.